# Wang Hao (Wasserspringerin)
Wang Hao (chinesisch 汪皓, Pinyin Wāng Hào; * 26. Dezember 1992 in Tianjin) ist eine chinesische Wasserspringerin. Sie startet im 10-m-Turm- und Synchronspringen. Seit 2010 springt sie in Synchronwettbewerben an der Seite von Chen Ruolin.
Ihre ersten internationalen Erfolge feierte Wang Hao bei den Asienspielen 2010 in Guangzhou. Sie gewann im Einzelwettbewerb vom Turm die Silbermedaille und mit Chen Ruolin im Synchronspringen die Goldmedaille. Bei der Heimweltmeisterschaft 2011 in Shanghai gewann das Duo ebenfalls überlegen Gold, genau wie ein Jahr später bei den Olympischen Spielen 2012.